# (100618) 1997 TJ11
(100618) 1997 TJ11 es un asteroide perteneciente al cinturón de asteroides, descubierto el 3 de octubre de 1997 por el equipo del Spacewatch desde el Observatorio Nacional de Kitt Peak, Arizona, Estados Unidos.

## Designación y nombre
Designado provisionalmente como 1997 TJ11.

## Características orbitales
1997 TJ11 está situado a una distancia media del Sol de 2,762 ua, pudiendo alejarse hasta 3,398 ua y acercarse hasta 2,125 ua. Su excentricidad es 0,230 y la inclinación orbital 9,565 grados. Emplea 1676,63 días en completar una órbita alrededor del Sol.
Los próximos acercamientos a Júpiter se producirán el 5 de septiembre de 2049, el 30 de octubre de 2109 y el 30 de abril de 2192.

## Características físicas
La magnitud absoluta de 1997 TJ11 es 14,6. Tiene 4 km de diámetro y su albedo se estima en 0,198.